# Thibaut Dapréla
Thibaut Dapréla, né le 2 février 2001, est un coureur cycliste français spécialiste du VTT de descente.

## Palmarès en VTT de descente

### Coupe du monde
- Coupe du monde de descente juniors (2)
  - 2018 : 1er du classement général, vainqueur de 5 manches
  - 2019 : 1er du classement général, vainqueur de 5 manches

- Coupe du monde de descente
  - 2020 : 5e du classement général
  - 2021 : 2e du classement général, vainqueur d'une manche
  - 2022 : 11e du classement général
  - 2023 : 11e du classement général, vainqueur d'une manche
  - 2024 : 18e du classement général

### Championnats de France
- 2019
  -  Champion de France de descente
  -  Champion de France de descente juniors
- 2023
  - 2e de la descente